# Kid Rock
Robert James Ritchie (Romeo, Michigan, 17 de janeiro de 1971), mais conhecido por seu nome artístico Kid Rock, é um músico natural dos Estados Unidos da América. 
O seu álbum de estreia, Grits Sandwiches For Breakfast, foi lançado em 1991 pela editora Jive Records, mas o sucesso no top americano só veio em 1999, com o seu sexto álbum, Devil Without A Cause, que com o hit "Bawitdaba", e vendeu mais que 12 milhões de cópias. Kid Rock conseguiu manter-se no top mesmo depois de uma tímida aceitação do álbum Cocky, de 2001, em grande parte graças à balada country "Picture", com participação da cantora Sheryl Crow. No dia 9 de outubro de 2007, Kid Rock lançou o seu décimo primeiro álbum, intitulado Rock N Roll Jesus. Born Free, o oitavo álbum de estúdio do cantor Kid Rock, foi lançado a 15 de novembro de 2010.
Kid Rock já vendeu mais de 27 milhões de álbuns até à presente data no mundo inteiro.

## Discografia

### Álbuns de estúdio
- 1990 -	Grits Sandwiches for Breakfast
- 1993 -	The Polyfuze Method
- 1996 -	Early Mornin' Stoned Pimp
- 1998 -	Devil Without a Cause
- 2001 -	Cocky
- 2003 - Kid Rock
- 2007 -	Rock N Roll Jesus
- 2010 - Born Free
- 2012 - Rebel Soul
- 2015 - First Kiss
- 2017 - Sweet Southern Sugar
- 2022 - Bad Reputation